# Philander deltae
Philander deltae é uma espécie de marsupial da família Didelphidae, classificada entre as cuícas. Endêmica da Venezuela, pode ser encontrada na região do delta do rio Orinoco.